# 60 mètres féminin aux championnats du monde d'athlétisme en salle 2012
Navigation
2010 2014
Le 60 mètres féminin des Championnats du monde en salle 2012 a lieu les 10 et 11 mars dans l'Ataköy Athletics Arena.

## Records et performances

### Records
Les records du 60 m femmes (mondial, des championnats et par continent) étaient avant les championnats 2012 les suivants.
| Record du monde           | Irina Privalova        | Russie     | 6 s 92 | Madrid    | 11 février 1993 |
| Record du monde           | Irina Privalova        | Russie     | 6 s 92 | Madrid    | 9 février 1995  |
| Record des championnats   | Gail Devers            | États-Unis | 6 s 95 | Toronto   | 12 mars 1993    |
| Record d'Afrique          | Christy Opara-Thompson | Nigeria    | 7 s 02 | Gand      | 12 février 1997 |
| Record d'Afrique          | Chioma Ajunwa          | Nigeria    | 7 s 02 | Liévin    | 22 février 1998 |
| Record d'Asie             | Susanthika Jayasinghe  | Sri Lanka  | 7 s 08 | Stuttgart | 17 février 1999 |
| Record d'Amérique du Nord | Gail Devers            | États-Unis | 6 s 95 | Toronto   | 12 mars 1993    |
| Record d'Amérique du Nord | Marion Jones           | États-Unis | 6 s 95 | Maebashi  | 7 mars 1998     |
| Record d'Amérique du Sud  | Esmeralda García       | Brésil     | 7 s 26 | Pocatello | 13 mars 1981    |
| Record d'Europe           | Irina Privalova        | Russie     | 6 s 92 | Madrid    | 11 février 1993 |
| Record d'Europe           | Irina Privalova        | Russie     | 6 s 92 | Madrid    | 9 février 1995  |
| Record d'Océanie          | Sally McLellan         | Australie  | 7 s 30 | Boston    | 7 février 2009  |

## Bilans mondiaux
Les bilans mondiaux avant la compétition étaient :
| 1  | Tianna Madison          | États-Unis                  | 7 s 02 |
| 2  | LaVerne Jones-Ferrette  | Îles Vierges des États-Unis | 7 s 05 |
| 3  | Barbara Pierre          | États-Unis                  | 7 s 06 |
| 4  | Murielle Ahouré         | Côte d'Ivoire               | 7 s 08 |
| 4  | Veronica Campbell-Brown | Jamaïque                    | 7 s 08 |
| 6  | Allyson Felix           | États-Unis                  | 7 s 10 |
| 7  | Olesya Povh             | Ukraine                     | 7 s 13 |
| 7  | LaKya Brookins          | États-Unis                  | 7 s 13 |
| 9  | Ivet Lalova             | Bulgarie                    | 7 s 14 |
| 10 | Verena Sailer           | Allemagne                   | 7 s 15 |

## Résultats

### Finale
| Rang               | Athlète                 | Nation        | Temps  | Note |
| ------------------ | ----------------------- | ------------- | ------ | ---- |
| Médaille d'or      | Veronica Campbell-Brown | Jamaïque      | 7 s 01 | WL   |
| Médaille d'argent  | Murielle Ahouré         | Côte d'Ivoire | 7 s 04 | NR   |
| Médaille de bronze | Tianna Madison          | États-Unis    | 7 s 09 |      |
| 4                  | Barbara Pierre          | États-Unis    | 7 s 14 |      |
| 5                  | Chandra Sturrup         | Bahamas       | 7 s 19 | SB   |
| 6                  | Gloria Asumnu           | Nigeria       | 7 s 22 |      |
| 7                  | Aleen Bailey            | Jamaïque      | 7 s 24 |      |
| 8                  | Ivet Lalova             | Bulgarie      | 7 s 27 |      |

### Demi-finales
| Place | Athlète                 | Nation      | Temps  | Note |
| ----- | ----------------------- | ----------- | ------ | ---- |
| 1     | Veronica Campbell-Brown | Jamaïque    | 7 s 12 | Q    |
| 2     | Barbara Pierre          | États-Unis  | 7 s 19 | Q    |
| 3     | Gloria Asumnu           | Nigeria     | 7 s 20 | q    |
| 4     | Asha Philip             | Royaume-Uni | 7 s 24 |      |
| 5     | Lina Grincikaité        | Lituanie    | 7 s 26 | PB   |
| 6     | Yuliya Balykina         | Biélorussie | 7 s 28 |      |
| 7     | Vida Anim               | Ghana       | 7 s 36 |      |
| 8     | Viktorya Pyatachenko    | Ukraine     | 7 s 41 |      |

| Place | Athlète                | Nation                      | Temps  | Note |
| ----- | ---------------------- | --------------------------- | ------ | ---- |
| 1     | Murielle Ahoure        | Côte d'Ivoire               | 7 s 13 | Q    |
| 2     | Tianna Madison         | États-Unis                  | 7 s 17 | Q    |
| 3     | Dafne Schippers        | Pays-Bas                    | 7 s 25 |      |
| 4     | Katerina Cechová       | Tchéquie                    | 7 s 31 |      |
| 5     | Wei Yongli             | Chine                       | 7 s 35 | SB   |
| 6     | Ana Claudia Silva      | Brésil                      | 7 s 36 | PB   |
| 7     | Inna Eftimova          | Bulgarie                    | 7 s 44 |      |
| —     | LaVerne Jones-Ferrette | Îles Vierges des États-Unis | DSQ    |      |

| Place | Athlète            | Nation      | Temps  | Note  |
| ----- | ------------------ | ----------- | ------ | ----- |
| 1     | Chandra Sturrup    | Bahamas     | 7 s 21 | SB, Q |
| 2     | Ivet Lalova        | Bulgarie    | 7 s 23 | Q     |
| 3     | Aleen Bailey       | Jamaïque    | 7 s 23 | q     |
| 4     | Guzel Khubbieva    | Ouzbékistan | 7 s 25 | SB    |
| 5     | Yulia Nestsiarenka | Biélorussie | 7 s 31 | SB    |
| 6     | Jodie Williams     | Royaume-Uni | 7 s 32 |       |
| 7     | Audrey Alloh       | Italie      | 7 s 38 |       |
| 8     | Chisato Fukushima  | Japon       | DNS    |       |

### Séries
| 1 | Athlète | {{country data {{{1}}} | Pays/callback | name = | variant= | size= }} |  |  |
| 2 | Athlète | {{country data {{{1}}} | Pays/callback | name = | variant= | size= }} |  |  |
| 3 | Athlète | {{country data {{{1}}} | Pays/callback | name = | variant= | size= }} |  |  |
| 4 | Athlète | {{country data {{{1}}} | Pays/callback | name = | variant= | size= }} |  |  |
| 5 | Athlète | {{country data {{{1}}} | Pays/callback | name = | variant= | size= }} |  |  |
| 6 | Athlète | {{country data {{{1}}} | Pays/callback | name = | variant= | size= }} |  |  |
| 7 | Athlète | {{country data {{{1}}} | Pays/callback | name = | variant= | size= }} |  |  |
| 8 | Athlète | {{country data {{{1}}} | Pays/callback | name = | variant= | size= }} |  |  |

| 1 | Athlète | {{country data {{{1}}} | Pays/callback | name = | variant= | size= }} |  |  |
| 2 | Athlète | {{country data {{{1}}} | Pays/callback | name = | variant= | size= }} |  |  |
| 3 | Athlète | {{country data {{{1}}} | Pays/callback | name = | variant= | size= }} |  |  |
| 4 | Athlète | {{country data {{{1}}} | Pays/callback | name = | variant= | size= }} |  |  |
| 5 | Athlète | {{country data {{{1}}} | Pays/callback | name = | variant= | size= }} |  |  |
| 6 | Athlète | {{country data {{{1}}} | Pays/callback | name = | variant= | size= }} |  |  |
| 7 | Athlète | {{country data {{{1}}} | Pays/callback | name = | variant= | size= }} |  |  |
| 8 | Athlète | {{country data {{{1}}} | Pays/callback | name = | variant= | size= }} |  |  |

| 1 | Athlète | {{country data {{{1}}} | Pays/callback | name = | variant= | size= }} |  |  |
| 2 | Athlète | {{country data {{{1}}} | Pays/callback | name = | variant= | size= }} |  |  |
| 3 | Athlète | {{country data {{{1}}} | Pays/callback | name = | variant= | size= }} |  |  |
| 4 | Athlète | {{country data {{{1}}} | Pays/callback | name = | variant= | size= }} |  |  |
| 5 | Athlète | {{country data {{{1}}} | Pays/callback | name = | variant= | size= }} |  |  |
| 6 | Athlète | {{country data {{{1}}} | Pays/callback | name = | variant= | size= }} |  |  |
| 7 | Athlète | {{country data {{{1}}} | Pays/callback | name = | variant= | size= }} |  |  |
| 8 | Athlète | {{country data {{{1}}} | Pays/callback | name = | variant= | size= }} |  |  |

| 1 | Athlète | {{country data {{{1}}} | Pays/callback | name = | variant= | size= }} |  |  |
| 2 | Athlète | {{country data {{{1}}} | Pays/callback | name = | variant= | size= }} |  |  |
| 3 | Athlète | {{country data {{{1}}} | Pays/callback | name = | variant= | size= }} |  |  |
| 4 | Athlète | {{country data {{{1}}} | Pays/callback | name = | variant= | size= }} |  |  |
| 5 | Athlète | {{country data {{{1}}} | Pays/callback | name = | variant= | size= }} |  |  |
| 6 | Athlète | {{country data {{{1}}} | Pays/callback | name = | variant= | size= }} |  |  |
| 7 | Athlète | {{country data {{{1}}} | Pays/callback | name = | variant= | size= }} |  |  |
| 8 | Athlète | {{country data {{{1}}} | Pays/callback | name = | variant= | size= }} |  |  |

| 1 | Athlète | {{country data {{{1}}} | Pays/callback | name = | variant= | size= }} |  |  |
| 2 | Athlète | {{country data {{{1}}} | Pays/callback | name = | variant= | size= }} |  |  |
| 3 | Athlète | {{country data {{{1}}} | Pays/callback | name = | variant= | size= }} |  |  |
| 4 | Athlète | {{country data {{{1}}} | Pays/callback | name = | variant= | size= }} |  |  |
| 5 | Athlète | {{country data {{{1}}} | Pays/callback | name = | variant= | size= }} |  |  |
| 6 | Athlète | {{country data {{{1}}} | Pays/callback | name = | variant= | size= }} |  |  |
| 7 | Athlète | {{country data {{{1}}} | Pays/callback | name = | variant= | size= }} |  |  |
| 8 | Athlète | {{country data {{{1}}} | Pays/callback | name = | variant= | size= }} |  |  |

| 1 | Athlète | {{country data {{{1}}} | Pays/callback | name = | variant= | size= }} |  |  |
| 2 | Athlète | {{country data {{{1}}} | Pays/callback | name = | variant= | size= }} |  |  |
| 3 | Athlète | {{country data {{{1}}} | Pays/callback | name = | variant= | size= }} |  |  |
| 4 | Athlète | {{country data {{{1}}} | Pays/callback | name = | variant= | size= }} |  |  |
| 5 | Athlète | {{country data {{{1}}} | Pays/callback | name = | variant= | size= }} |  |  |
| 6 | Athlète | {{country data {{{1}}} | Pays/callback | name = | variant= | size= }} |  |  |
| 7 | Athlète | {{country data {{{1}}} | Pays/callback | name = | variant= | size= }} |  |  |
| 8 | Athlète | {{country data {{{1}}} | Pays/callback | name = | variant= | size= }} |  |  |

## Légende
Records et Performances
- AR : Record continental (area record)
- CR : Record des championnats (championship record)
- MR : Record du meeting (meet record)
- NR : Record national (national record)
- OR : Record olympique (olympic record)
- PR : Record paralympique (paralympic record)
- PB : Record personnel (personal best)
- SB : Meilleure performance personnelle de la saison (season's best)
- WL : Meilleure performance mondiale de l'année (world leader)
- WJR : Record du monde junior (world junior record)
- WR : Record du monde (world record)

Circonstances et Conditions
- DNF : N'a pas terminé (did not finish)
- DNS : N'a pas pris le départ (did not start)
- DQ : Disqualification (disqualification)
- NM : Aucun essai valable enregistré (No Mark)
- Q : Qualifié « directement » au prochain tour (ou à la prochaine compétition), lors d'une compétition majeure, grâce au classement ou à la réalisation des minima (automatic qualifier)
- q : Qualifié au prochain tour (ou à la prochaine compétition), lors d'une compétition majeure, grâce au repêchage ou à la réalisation de l'une des meilleures performances parmi celles des « non qualifiés directement » (grâce au meilleur temps ou à la meilleure distance par exemple) (secondary qualifier)